# Neuerscheinung
In den Bereichen Verlag und Tonträgermarkt gelten als Neuerscheinung oder Novität die jeweils zuletzt produzierten, aktuellen Produkte eines Verlages oder einer Plattenfirma, bezogen auf ein bestimmtes, regelmäßiges Zeitintervall. 
Die Zeitintervalle der Neuerscheinungen können stark variieren. In einem allgemeinen Publikumsverlag gibt es zum Beispiel zwei Neuerscheinungstermine pro Jahr, die Frühjahrsneuerscheinungen und die Herbstneuerscheinungen. 
Ein Schulbuchverlag oder ein Kalenderverlag hingegen hat nur ein Intervall, das Schuljahr oder das Kalenderjahr. Kürzere Intervalle haben Zeitschriftenverlage: vierteljährliches Erscheinen oder monatliches bis wöchentliches Erscheinen bestimmen den Rhythmus der Neuerscheinungen.